# Silovik
Un silovik (in russo: силовик) (plurale in russo: силовики; siloviki) è un rappresentante di agenzie statali che hanno responsabilità dell'applicazione della legge, di agenzie di intelligence, delle forze armate e di altre strutture a cui lo Stato delega la propria prerogativa sull'uso della forza (strutture di solito chiamate ministero, o autorità di contrasto).
Viene applicato alla Russia, ma il concetto è spesso esteso ai rappresentanti dei gruppi politici, ma anche agli uomini d'affari, associati alle strutture di potere in Russia o, in passato, in Unione sovietica. Come termine gergale, questa parola è passata anche in altre lingue come termine politico dal significato più ampio e generico, nella conversazione quotidiana e nel giornalismo, per descrivere i processi politici peculiari della Russia o dell'ex spazio sovietico. L'etimologia della parola rimanda al termine russo sila (сила), che significa forza.

## Enti statali nell'attuale Russia
Elenco delle strutture di potere della Federazione Russa i cui appartenenti potrebbero essere qualificati come siloviki:
- Ministero dell'interno
- Ministero delle situazioni di emergenza
- Ministero della difesa
- Federal'naja služba bezopasnosti (Servizio di sicurezza federale della Federazione Russa)
- Služba vnešnej razvedki (Servizio di intelligence estera della Federazione Russa)
- Ministero della giustizia
- Commissione investigativa della Federazione Russa